# Czesław Czechyra
Czesław Jan Czechyra (ur. 12 stycznia 1954 w Potoku Górnym) – polski polityk, lekarz pediatra i samorządowiec, poseł na Sejm VI i VII kadencji.

## Życiorys
Syn Adama i Stefanii. Ukończył studia na Wydziale Lekarskim Akademii Medycznej w Lublinie. Specjalizował się w zakresie pediatrii oraz organizacji ochrony zdrowia. W 1988 został ordynatorem oddziału pediatrycznego w szpitalu w Kozienicach. W 1993 założył Fundację „Zdrowe Dziecko”, w której objął funkcję prezesa.
Sprawował mandat radnego Kozienic oraz radnego powiatu kozienickiego. Od 2006 do 2007 zasiadał w sejmiku mazowieckim. W wyborach parlamentarnych w 2007 uzyskał mandat poselski z listy Platformy Obywatelskiej, otrzymując w okręgu radomskim 6871 głosów. W wyborach w 2011 z powodzeniem ubiegał się o reelekcję, dostał 4347 głosów. W 2015 nie kandydował na kolejną kadencję.